# Дуас-Эстрадас
Дуас-Эстрадас (порт. Duas Estradas)  —  муниципалитет в Бразилии, входит в штат Параиба. Составная часть мезорегиона Сельскохозяйственный район штата Параиба. Входит в экономико-статистический  микрорегион Гуарабира. Население составляет 2890 человек на 2006 год. Занимает площадь 26,361 км². Плотность населения — 109,6 чел./км².

## История
Город основан в 1961 году.

## Статистика
- Валовой внутренний продукт на 2003 год составляет 8 202 178,00 реалов (данные: Бразильский институт географии и статистики).
- Валовой внутренний продукт на душу населения на 2003 год составляет 2474,26 реалов (данные: Бразильский институт географии и статистики).
- Индекс развития человеческого потенциала на 2000 год составляет 0,569 (данные: Программа развития ООН).